# Emilio Martínez (paragwajski piłkarz)
Emilio Damián Martínez Martínez (ur. 10 kwietnia 1981 w Concepción) – paragwajski piłkarz występujący na pozycji obrońcy. Zawodnik klubu Universidad Católica Quito.

## Kariera klubowa
Martínez zawodową karierę rozpoczynał w 1998 roku w zespole Club Nacional. Jego barwy reprezentował przez 3 sezony. W 2001 roku odszedł do Cerro Porteño. W tym samym roku zdobył z nim mistrzostwo Paragwaju. W trakcie sezonu 2002 został graczem Libertadu Asunción. W tym samym roku, a także rok później zdobył z zespołem mistrzostwo Paragwaju.
Na początku 2005 roku Martínez trafił do Olimpii Asunción. W połowie tego samego roku podpisał kontrakt z meksykańskim Tigres UANL. W jego barwach nie rozegrał jednak żadnego spotkania. W 2006 roku odszedł do Santos Laguna. Zadebiutował tam 6 sierpnia 2006 roku w zremisowanym 2:2 meczu rozgrywek Primera División de México z Monterrey. W Santos Laguna spędził pół roku.
W 2007 roku Martínez wrócił do Paragwaju, gdzie został graczem klubu 2 de Mayo. Grał tam do końca sezonu 2007. Następny sezon spędził w boliwijskim Bolívarze, a w 2009 roku przeszedł do ekwadorskiego Universidadu Católica Quito.

## Kariera reprezentacyjna
W 2001 roku Martínez został powołany do reprezentacji Paragwaju na Copa América. Na tamtym turnieju, zakończonym przez Paragwaj na fazie grupowej, nie zagrał jednak w żadnym meczu. 26 marca 2003 roku w zremisowanym 1:1 towarzyskim meczu z Meksykiem zadebiutował w drużynie narodowej.
W 2004 roku ponownie znalazł się w zespole na Copa América. Na tamtym turnieju, zakończonym na ćwierćfinale, wystąpił w pojedynkach z Kostaryką (1:0), Chile (1:1) i Brazylią (2:1, czerwona kartka). W tym samym roku Martínez wziął udział w Letnich Igrzyskach Olimpijskich, na których wraz z kadrą wywalczył srebrny medal.